# Radeon
AMD Radeon（原ATI Radeon）（中國大陸又稱镭龙），是2000年以来，由AMD/ATI公司制造的图像处理单元的品牌。在2007年Radeon采用统一着色器架构前，该品牌下的产品根据对DirectX不同版本的支持可划分为四组不同的产品，如HyperZ版还可以根据流水线的数目及記憶體、GPU和时钟频率进一步划分。
它現在的競爭對手是NVIDIA的GeForce系列圖形處理器。
在2006年AMD收购ATI后，ATI Radeon的名稱獲得沿用，AMD直到2010年发布Radeon HD 6000系列时才正式将Radeon系列更名为AMD Radeon。

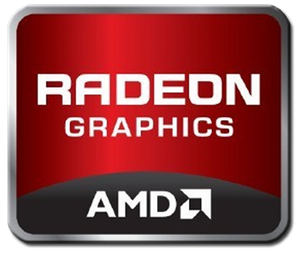
AMD Radeon 2010-2013 期間的舊有標識

AMD Radeon 2013-2016 期間的舊有標識

AMD Radeon 2016-2020 期間的舊有標識

## 完整型號列表
- AMD顯示核心列表